# Timme

En timme mellan klockan 12:00 och 13:00.

En timme, dialektalt timma, förkortat h (lat. hora) är en tidsenhet. 1 timme = 60 minuter = 3 600 sekunder.
I svenska myndigheters texter används den internationella förkortningen h endast i strikt tekniska sammanhang. I andra sammanhang används den svenska förkortningen tim.
Babylonierna delade in dygnet i tolv timmar för ungefär 4 000 år sedan. Timmen i betydelsen en tolftedel av den ljusa dagen infördes i Egypten i samma tider, medan också natten där delades in i tolv timmar senare. Babylonierna övergick också till detta tjugofyratimmarsdygn. Även de gamla kineserna delade upp den ljusa dagen i tolftedelar, medan man i Indien delade dygnet i sextio delar. Den egyptiska timmen var olika lång efter hur dagens längd varierar med året. Förslag att övergå till jämnlånga timmar framställdes åtminstone av Hipparchos under antiken, men bristen på ur gjorde att tanken förföll.
1 geografisk timme avser en longitudskillnad om 360° / 24 = 15°, numera sällan använt som mått annat än vid tidszonindelningen.